# 榎田拓真
榎田 拓真（えのきだ たくま、1998年〈平成10年〉5月22日 - ）は、日本のプロバスケットボール選手。鹿児島県出身。ポジションはシューティングガード。

## 来歴
それぞれキャプテンを務めた延岡学園高校ではウインターカップ8強、近畿大学ではインカレ5位に導いた。
2012 U-14エンデバー、2014・2015 U-18代表候補。
B3リーグ・長崎ヴェルカのトライアウトに参加し、設立初年度より入団している。
プロとしての公式戦デビューは2021年9月19日の天皇杯2次ラウンド八王子戦。初ゴールは同じく9月23日の天皇杯2次ラウンド豊田合成戦。
リーグ戦デビューおよび初ゴールは2021年10月2日、B3リーグ開幕戦である鹿児島戦だった。
2024年6月25日、B1に昇格した越谷アルファーズへと移籍した。

## 人物
高校、大学とキャプテンを務めており、キャプテンシーが高い。
近畿大学での背番号も36でプロ入り後の長崎ヴェルカの背番号に引き継いでいるが、これは自身の生年月日の数値を分解して足した合計である。
近畿大学4年時のインカレでは、日本体育大学4年でその後長崎ヴェルカに同期入団することになるディクソンJrタリキと対戦しており、71-67で破っている。
2024年5月、自身のSNS上で結婚したことを発表した。

## 個人成績

### レギュラーシーズン
| シーズン   | チーム | GP | GS | MPG   | FG%  | 3P%  | FT%  | RPG | APG | SPG | BPG | TO  | PPG |
| ---------- | ------ | -- | -- | ----- | ---- | ---- | ---- | --- | --- | --- | --- | --- | --- |
| B3 2021-22 | 長崎   | 37 | 1  | 9.7   | .394 | .265 | .667 | 0.9 | 0.5 | 0.4 | 0.1 | 0.6 | 3   |
| B2 2022-23 | 長崎   | 44 | 7  | 11:40 | .453 | .268 | .625 | 1.3 | 0.8 | 0.3 | 0.1 | 0.5 | 3.5 |
| B1 2023-24 | 長崎   | 37 | 0  | 04:39 | .417 | .222 | .889 | 0.6 | 0.1 | 0.1 | 0   | 0.1 | 1.1 |

### ポストシーズン
| シーズン      | チーム | GP | GS | MPG   | FG%  | 3P%  | FT%  | RPG | APG | SPG | BPG | TO  | PPG |
| ------------- | ------ | -- | -- | ----- | ---- | ---- | ---- | --- | --- | --- | --- | --- | --- |
| B2 2022-23 PO | 長崎   | 6  | 0  | 07:27 | .364 | .375 | .000 | 0.7 | 0.2 | 0.2 | 0.0 | 0.0 | 1.8 |